# Nawierzchnia drogowa
Nawierzchnia drogowa – warstwa wierzchnia (lub zespół warstw) drogi kołowej.
Zgodnie z rozporządzeniem Ministra Infrastruktury do celów statystycznych rozróżnia się:
- nawierzchnie twarde:
  - nawierzchnie ulepszone
    - bitumiczne (asfaltowe)
    - betonowe
    - z kostki, w tym z kostki kamiennej, prefabrykowanej (betonowej), klinkierowej itp.

  - nawierzchnie nieulepszone
    - brukowcowe (z bruku nieciosanego)
    - tłuczniowe
- nawierzchnie gruntowe
  - wzmocnione żwirem, żużlem itp.
  - naturalne (z gruntu rodzimego)

Z nawierzchni, które nie są wymienione w rozporządzeniu można wskazać nawierzchnie żywiczne, z desek drewnianych, z tworzywa sztucznego i stalowe. Te materiały mają marginalne zastosowanie.

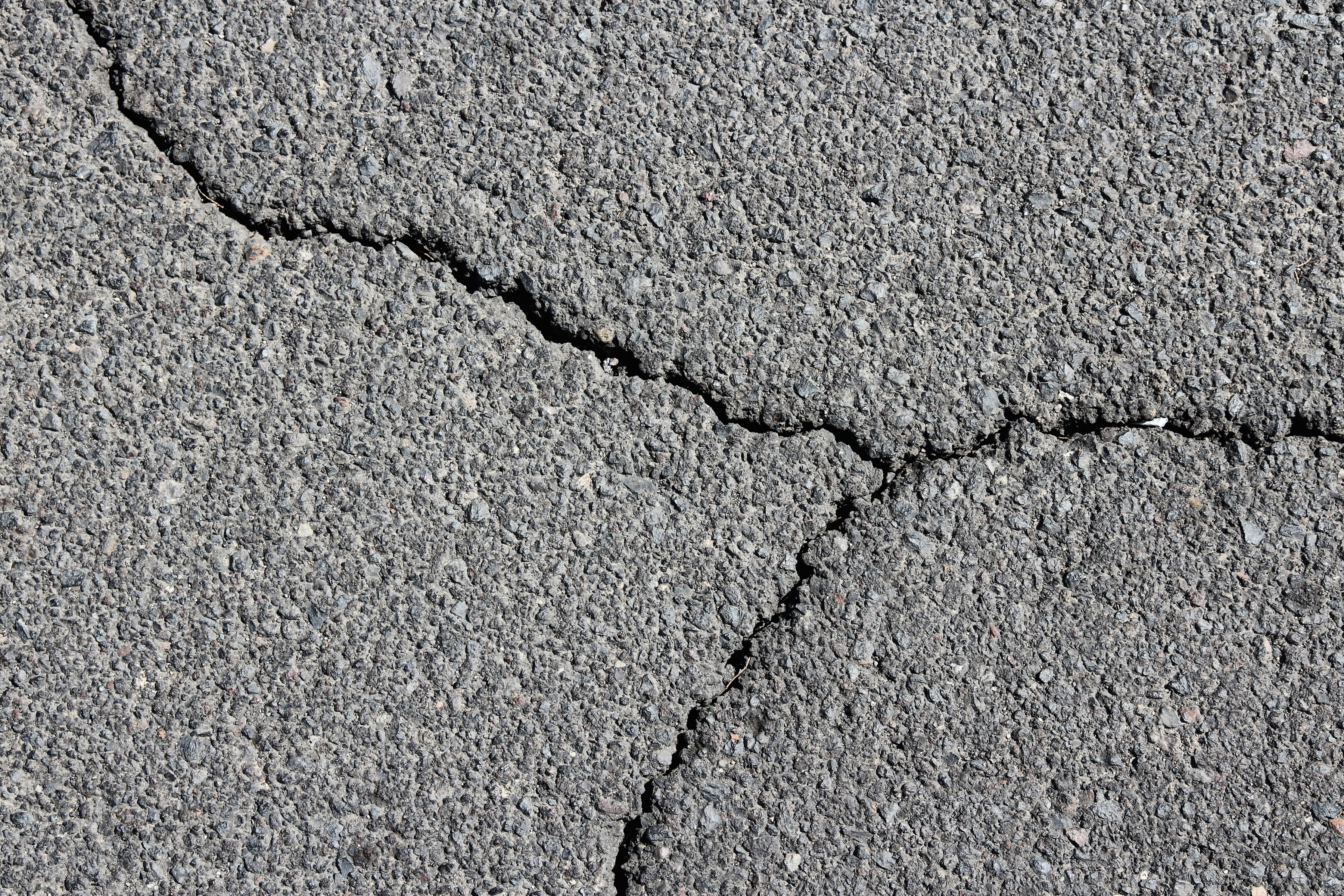
Pękająca nawierzchnia asfaltowa

Najpowszechniejszą nawierzchnią utwardzoną jest nawierzchnia asfaltowa. Przeszło 90% dróg utwardzonych w Stanach Zjednoczonych, Europie i Polsce ma nawierzchnię asfaltową. Popularność nawierzchni asfaltowych wynika z ich wysokich walorów funkcjonalnych – są to nawierzchnie równe, ciche, szorstkie, szybkie w budowie i zapewniające wysoki komfort jazdy. Wykonywane są przy zastosowaniu specjalistycznego sprzętu, co zmniejsza ryzyko błędów wykonawczych oraz skraca czas wykonania i oddania do ruchu. Nawierzchnie asfaltowe stosuje się do wszystkich rodzajów dróg o różnym obciążeniu ruchem, we wszystkich strefach klimatycznych, na każdym kontynencie, zarówno dla ruchu pojazdów, jak również rowerów i pieszych. Specjalistyczne zastosowania obejmują warstwy izolacyjne mostów, wiaduktów, zbiorników wodnych oraz nawierzchnie torów wyścigowych, lotnisk, czy terminali kontenerowych.
Nawierzchnie betonowe należą do drugiej grupy nawierzchni stosowanych na drogach i lotniskach. Z uwagi na właściwości betonu cementowego w głównej mierze przeznaczone są do przenoszenia dużych obciążeń (miejsca postojowe, drogi o dużym obciążeniu), gdyż nie podlegają odkształceniom na obciążenia. Negatywny wpływ na sztywne nawierzchnie betonowe mają zmienne warunki atmosferyczne, a w szczególności temperatura, której zmiany prowadzą do powstawania spękań termicznych w warstwach betonowych – skurcz betonu może prowadzić do powstawania spękań. Aby zapobiec tego typu zjawiskom konieczne jest stosowanie szczelin dylatacyjnych, które pogarszają komfort jazdy i stanowią dodatkowe źródło hałasu. Popularność nawierzchni betonowych głównie na autostradach obserwuje się w takich krajach jak Niemcy, Austria, Belgia i Stany Zjednoczone od ok. lat 70. XX wieku, co jest w głównej mierze związane z ich trwałością oraz dostępnością surowców. Duża energochłonność procesu wytwarzania cementu, konieczność zastosowania wysokiej jakości kruszyw i specjalistycznego sprzętu oraz wydłużony czas oddania do ruchu ograniczają szersze zastosowanie nawierzchni betonowych.
Nawierzchnie z elementów prefabrykowanych (płyty betonowe, kostki betonowe, trylinka, klinkier itp.) w zależności od rozmiaru prefabrykatu są układane ręcznie lub z pomocą maszyn. Osiągnięcie wysokiego poziomu równości jest w tym przypadku bardzo trudne, a w trakcie użytkowania elementy są bardziej podatne na zapadanie się i deformacje. Nawierzchnie prefabrykowane charakteryzują się niskim komfortem jazdy z uwagi na wysokie opory toczenia, nierówności oraz generowany hałas. Główne zastosowania obejmują nawierzchnie przeznaczone dla ruchu pojazdów z małymi prędkościami oraz chodników, zjazdów i parkingów. Z uwagi na brak konieczności użycia specjalistycznego sprzętu i wysoko wykwalifikowanych pracowników oraz możliwości przerywania budowy w dowolnym momencie cechują się niskimi kosztami wykonania. Nawierzchnie z klinkieru mają podobne właściwości co nawierzchnie z kostki betonowej jednak klinkier cechuje się większą trwałością od elementów betonowych, ale jest materiałem droższym.

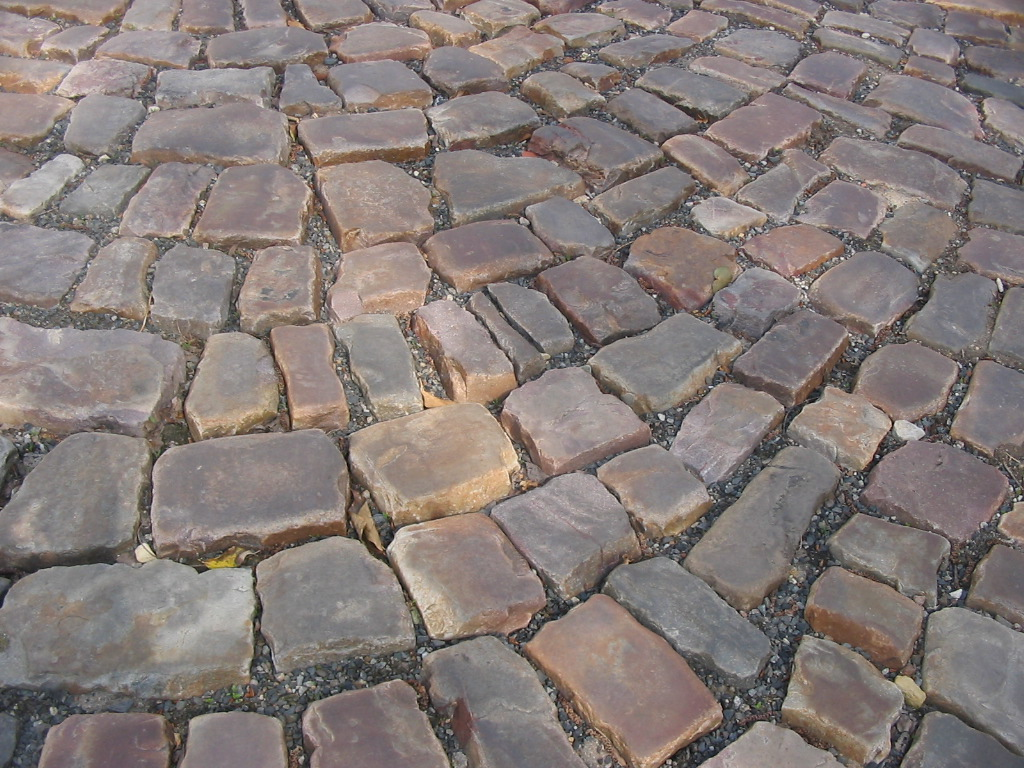
Kamienna nawierzchnia ulicy

Nawierzchnie kamienne z kostki kamiennej były najpopularniejsze do lat 50. XX wieku. Nawierzchnie kamienne zostały wyparte przez nawierzchnie asfaltowe ponieważ ich budowa jest czasochłonna i droga, a drogi kamienne oznaczają się niską funkcjonalnością. Drogi kamienne są drogami nierównymi ze względu na nierówne płaszczyzny materiału i konieczność fugowania, a także podatność na zapadanie się poszczególnych elementów. Równość można zwiększyć poprzez zastosowanie kamienia ciętego (co zmniejsza trwałość elementów), a kostka kamienna łupana w trakcie użytkowania ulega polerowaniu. Cięcie kamienia i polerowanie wpływa na pogorszenie szorstkości nawierzchni. Nawierzchnie kamienne są nawierzchniami głośnymi. Atutem kamienia jest wolne starzenie się materiału. Drogi kamienne mogą być budowane z kamieni polnych lub ciosanych w inną formę niż kostka. Pogarsza to jeszcze bardziej aspekty funkcjonalne nawierzchni. Aktualnie nawierzchnie kamienne stosowane są dla dróg i ich elementów przeznaczonych dla ruchu wolnego jak zatoki autobusowe, opaski i pierścienie rond, wyspy i progi zwalniające oraz w historycznych centrach miast jako element zabytkowy krajobrazu. Z uwagi na ich nierówności, niski komfort poruszania się dla kierowców, rowerzystów i pieszych oraz wysokie koszty budowy ilość nawierzchni kamiennych jest systematycznie ograniczana.
Drogi tłuczniowe i gruntowe są tanie w budowie i zaspokajają podstawowe potrzeby komunikacyjne mieszkańców. Stanowią często dojazd do lasów, pól uprawnych i terenów rekreacyjnych, tam gdzie ruch pojazdów jest niewielki. Odznaczają się niską trwałością oraz obniżonym komfortem jazdy z uwagi na nierówności, hałas oraz zapylenie podczas jazdy. Z uwagi na niskie koszty budowy stanowią często pierwszy etap do budowy utwardzonej nawierzchni asfaltowej, betonowej lub z elementów prefabrykowanych.